# Brachaspis collinus
Brachaspis collinus är en insektsart som först beskrevs av Frederick Wollaston Hutton 1897.  Brachaspis collinus ingår i släktet Brachaspis och familjen gräshoppor. Inga underarter finns listade i Catalogue of Life.